# San Diego Mojo 2024
Questa voce raccoglie le informazioni riguardanti le San Diego Mojo nelle competizioni ufficiali della stagione 2023-2024.

## Stagione
Le San Diego Mojo partecipano alla stagione 2023-24 senza alcuna denominazione sponsorizzata.
Si classificano al terzo posto nella regular season di PVF, qualificandosi ai play-off scudetto, venendo eliminate in semifinale dalle Omaha Supernovas.

## Organigramma societario
Area direttiva
- Presidente: Kerri Walsh
- Direttore delle operazioni: Noly Mon

Area tecnica
- Allenatore: Tayyiba Haneef
- Assistente allenatore: Deitre Collins, Brandon Directo

## Rosa
| N° | Nome                   | Ruolo | Data di nascita   | Nazionalità sportiva |
| -- | ---------------------- | ----- | ----------------- | -------------------- |
| 1  | August Raskie          | P     | 13 dicembre 1996  | Stati Uniti          |
| 2  | Shara Venegas          | L     | 18 settembre 1992 | Porto Rico           |
| 3  | Kendra Dahlke          | S     | 29 dicembre 1996  | Stati Uniti          |
| 4  | Willow Johnson         | O     | 23 aprile 1998    | Stati Uniti          |
| 5  | Kylie Pickrell         | P     | 5 settembre 1996  | Stati Uniti          |
| 7  | Ronika Stone           | C     | 7 giugno 1998     | Stati Uniti          |
| 8  | Hannah Tapp            | C     | 21 giugno 1995    | Stati Uniti          |
| 9  | Grace Loberg           | S     | 11 marzo 1999     | Stati Uniti          |
| 10 | Alison Bastianelli     | C     | 24 luglio 1997    | Stati Uniti          |
| 12 | Valeria Papa           | S     | 9 settembre 1989  | Italia               |
| 13 | Nootsara Tomkom        | P     | 7 luglio 1985     | Thailandia           |
| 14 | Claire Felix           | C     | 27 gennaio 1995   | Stati Uniti          |
| 16 | Lindsey Vander Weide   | S     | 19 ottobre 1997   | Stati Uniti          |
| 17 | Lindsay Stalzer        | S     | 25 luglio 1984    | Stati Uniti          |
| 19 | Temitayo Thomas-Ailara | S     | 4 dicembre 2000   | Stati Uniti          |
| 23 | Nomaris Vélez          | L     | 11 giugno 1993    | Porto Rico           |
| 24 | Karson Bacon           | C     | 10 aprile 2000    | Stati Uniti          |
| 30 | Morgan Lewis           | O     | -                 | Stati Uniti          |
| 77 | Génesis Collazo        | O     | 4 ottobre 1992    | Porto Rico           |
| -  | Chiamaka Nwokolo       | C     | 8 novembre 2000   | Stati Uniti          |

## Mercato
| Acquisti                               | Acquisti               | Acquisti              | Acquisti   |
| R.                                     | Nome                   | da                    | Modalità   |
| -------------------------------------- | ---------------------- | --------------------- | ---------- |
| C                                      | Karson Bacon           | Oregon                | definitivo |
| C                                      | Alison Bastianelli     | Athletes Unlimited    | definitivo |
| O                                      | Génesis Collazo        | Athletes Unlimited    | definitivo |
| S                                      | Kendra Dahlke          | -                     | definitivo |
| O                                      | Morgan Lewis           | Oregon                | definitivo |
| S                                      | Grace Loberg           | -                     | definitivo |
| P                                      | August Raskie          | Venelles              | definitivo |
| S                                      | Lindsay Stalzer        | Athletes Unlimited    | definitivo |
| C                                      | Ronika Stone           | Pinkin de Corozal     | definitivo |
| C                                      | Hannah Tapp            | Hitachi Astemo Rivale | definitivo |
| S                                      | Temitayo Thomas-Ailara | Northwestern          | definitivo |
| P                                      | Nootsara Tomkom        | Athletes Unlimited    | definitivo |
| S                                      | Lindsey Vander Weide   | Athletes Unlimited    | definitivo |
| L                                      | Nomaris Vélez          | Athletes Unlimited    | definitivo |
| L                                      | Shara Venegas          | Criollas de Caguas    | definitivo |
| Trasferimenti nel corso della stagione |                        |                       |            |
| C                                      | Claire Felix           | Fluminense            | definitivo |
| O                                      | Willow Johnson         | Pink Spiders          | definitivo |
| C                                      | Chiamaka Nwokolo       | Atlanta Vibe          | definitivo |
| S                                      | Valeria Papa           | Chieri '76            | definitivo |
| P                                      | Kylie Pickrell         | -                     | definitivo |

| Cessioni | Cessioni         | Cessioni             | Cessioni   |
| R. | Nome             | a                    | Modalità   |
| --- | ---------------- | -------------------- | ---------- |
| Non sono avvenuti movimenti di mercato in uscita prima dell'annata perché la società non era attiva nella stagione precedente |                  |                      |            |
| Trasferimenti nel corso della stagione                                                                                        |                  |                      |            |
| O | Génesis Collazo  | Changas de Naranjito | definitivo |
| S | Lindsay Stalzer  | -                    | svincolata |
| C | Chiamaka Nwokolo | -                    | svincolata |
| P | Kylie Pickrell   | -                    | svincolata |

## Risultati

### PVF

#### Regular season
| 1º febbraio 2024 Gas South Arena, Duluth         | Atlanta Vibe      | 3 - 0 | San Diego Mojo    | 25-17, 25-15, 25-16               |
| 3 febbraio 2024 CHI Health Center Omaha, Omaha   | Omaha Supernovas  | 3 - 0 | San Diego Mojo    | 25-17, 25-18, 25-22               |
| 19 febbraio 2024 Dollar Loan Center, Henderson   | Vegas Thrill      | 3 - 0 | San Diego Mojo    | 25-16, 25-15, 25-21               |
| 23 febbraio 2024 Viejas Arena, San Diego         | San Diego Mojo    | 3 - 1 | Grand Rapids Rise | 36-34, 25-27, 25-23, 25-23        |
| 29 febbraio 2024 Viejas Arena, San Diego         | San Diego Mojo    | 2 - 3 | Vegas Thrill      | 23-25, 20-25, 25-19, 29-27, 11-15 |
| 2 marzo 2024 Viejas Arena, San Diego             | San Diego Mojo    | 0 - 3 | Atlanta Vibe      | 24-26, 20-25, 23-25               |
| 4 marzo 2024 Viejas Arena, San Diego             | San Diego Mojo    | 3 - 2 | Grand Rapids Rise | 16-25, 25-19, 25-17, 22-25, 15-9  |
| 11 marzo 2024 Viejas Arena, San Diego            | San Diego Mojo    | 2 - 3 | Orlando Valkyries | 25-19, 20-25, 25-23, 21-25, 12-15 |
| 24 marzo 2024 Dollar Loan Center, Henderson      | Vegas Thrill      | 0 - 3 | San Diego Mojo    | 21-25, 23-25, 16-25               |
| 30 marzo 2024 Gas South Arena, Duluth            | Atlanta Vibe      | 3 - 0 | San Diego Mojo    | 25-15, 25-17, 25-21               |
| 2 aprile 2024 Viejas Arena, San Diego            | San Diego Mojo    | 3 - 1 | Omaha Supernovas  | 20-25, 25-21, 25-23, 25-22        |
| 7 aprile 2024 Viejas Arena, San Diego            | San Diego Mojo    | 3 - 1 | Columbus Fury     | 23-25, 25-19, 25-22, 25-23        |
| 10 aprile 2024 Viejas Arena, San Diego           | San Diego Mojo    | 0 - 3 | Atlanta Vibe      | 17-25, 19-25, 13-25               |
| 12 aprile 2024 Nationwide Arena, Columbus        | Columbus Fury     | 2 - 3 | San Diego Mojo    | 25-21, 23-25, 19-25, 25-23, 10-15 |
| 14 aprile 2024 Addition Financial Arena, Orlando | Orlando Valkyries | 2 - 3 | San Diego Mojo    | 23-25, 25-21, 19-25, 25-21, 16-18 |
| 20 aprile 2024 CHI Health Center Omaha, Omaha    | Omaha Supernovas  | 3 - 2 | San Diego Mojo    | 25-23, 21-25, 25-20, 23-25, 15-12 |
| 23 aprile 2024 Viejas Arena, San Diego           | San Diego Mojo    | 3 - 2 | Omaha Supernovas  | 19-25, 25-17, 25-22, 21-25, 15-8  |
| 26 aprile 2024 Viejas Arena, San Diego           | San Diego Mojo    | 2 - 3 | Vegas Thrill      | 21-25, 25-22, 17-25, 25-22, 13-15 |
| 29 aprile 2024 Viejas Arena, San Diego           | San Diego Mojo    | 3 - 2 | Orlando Valkyries | 25-18, 19-25, 25-15, 18-25, 15-11 |
| 4 maggio 2024 Van Andel Arena, Grand Rapids      | Grand Rapids Rise | 1 - 3 | San Diego Mojo    | 25-22, 18-25, 25-27, 15-25        |
| 5 maggio 2024 Van Andel Arena, Grand Rapids      | Grand Rapids Rise | 3 - 0 | San Diego Mojo    | 25-23, 25-18, 25-16               |
| 7 maggio 2024 Viejas Arena, San Diego            | San Diego Mojo    | 3 - 1 | Columbus Fury     | 25-22, 25-21, 19-25, 25-21        |
| 9 maggio 2024 Addition Financial Arena, Orlando  | Orlando Valkyries | 2 - 3 | San Diego Mojo    | 25-23, 17-25, 25-20, 20-25, 6-15  |
| 11 maggio 2024 Nationwide Arena, Columbus        | Columbus Fury     | 1 - 3 | San Diego Mojo    | 25-22, 20-25, 22-25, 29-31        |

#### Play-off scudetto
| Semifinali - 15 maggio 2024 CHI Health Center Omaha, Omaha | Omaha Supernovas | 3 - 2 | San Diego Mojo | 20-25, 16-25, 25-18, 25-8, 15-11 |

## Statistiche

### Statistiche di squadra
| Competizione | Punti | In casa | In casa | In casa | In trasferta | In trasferta | In trasferta | Totale | Totale | Totale |
| Competizione | Punti | G       | V       | P       | G            | V            | P            | G      | V      | P      |
| ------------ | ----- | ------- | ------- | ------- | ------------ | ------------ | ------------ | ------ | ------ | ------ |
| PVF          | 0,542 | 12      | 7       | 5       | 12           | 6            | 6            | 25     | 13     | 12     |
| Totale       | -     | 12      | 7       | 5       | 12           | 6            | 6            | 25     | 13     | 12     |

### Statistiche dei giocatori
| Giocatrice       | PVF | PVF | PVF | PVF | PVF | Totale | Totale | Totale | Totale | Totale |
| Giocatrice       | P   | PT  | AV  | MV  | BV  | P      | PT     | AV     | MV     | BV     |
| ---------------- | --- | --- | --- | --- | --- | ------ | ------ | ------ | ------ | ------ |
| K. Bacon         | 0   | 0   | 0   | 0   | 0   | 0      | 0      | 0      | 0      | 0      |
| A. Bastianelli   | 19  | 148 | 74  | 63  | 11  | 19     | 148    | 74     | 63     | 11     |
| G. Collazo       | 0   | 0   | 0   | 0   | 0   | 0      | 0      | 0      | 0      | 0      |
| K. Dahlke        | 13  | 111 | 96  | 12  | 3   | 13     | 111    | 96     | 12     | 3      |
| C. Felix         | 1   | 4   | 1   | 3   | 0   | 1      | 4      | 1      | 3      | 0      |
| W. Johnson       | 9   | 112 | 100 | 10  | 12  | 9      | 112    | 100    | 10     | 12     |
| M. Lewis         | 21  | 160 | 133 | 23  | 4   | 21     | 160    | 133    | 23     | 4      |
| G. Loberg        | 7   | 26  | 20  | 5   | 1   | 7      | 26     | 20     | 5      | 1      |
| C. Nwokolo       | -   | -   | -   | -   | -   | -      | -      | -      | -      | -      |
| V. Papa          | 19  | 111 | 103 | 6   | 2   | 19     | 111    | 103    | 6      | 2      |
| K. Pickrell      | 0   | 0   | 0   | 0   | 0   | 0      | 0      | 0      | 0      | 0      |
| A. Raskie        | 20  | 20  | 13  | 4   | 3   | 20     | 20     | 13     | 4      | 3      |
| L. Stalzer       | 4   | 17  | 15  | 1   | 1   | 4      | 17     | 15     | 1      | 1      |
| R. Stone         | 25  | 246 | 179 | 54  | 13  | 25     | 246    | 179    | 54     | 13     |
| H. Tapp          | 17  | 94  | 58  | 34  | 2   | 17     | 94     | 58     | 34     | 2      |
| T. Thomas-Ailara | 25  | 385 | 341 | 31  | 13  | 25     | 385    | 341    | 31     | 13     |
| N. Tomkom        | 25  | 20  | 7   | 8   | 5   | 25     | 20     | 7      | 8      | 5      |
| L. Vander Weide  | 23  | 247 | 206 | 28  | 13  | 23     | 247    | 206    | 28     | 13     |
| N. Vélez         | 17  | 0   | 0   | 0   | 0   | 17     | 0      | 0      | 0      | 0      |
| S. Venegas       | 25  | 1   | 1   | 0   | 0   | 25     | 1      | 1      | 0      | 0      |

P = presenze; PT = punti totali; AV = attacchi vincenti; MV = muri vincenti; BV = battute vincenti